# Romulus globosus
Romulus globosus är en skalbaggsart som beskrevs av Knull 1948. Romulus globosus ingår i släktet Romulus och familjen långhorningar. Inga underarter finns listade i Catalogue of Life.